# 田中あいみ (声優)
田中 あいみ（たなか あいみ、1992年4月28日 - ）は、日本の女性声優。東京都出身、神奈川県育ち。81プロデュース所属。

## 経歴

### 声優デビュー前
12年間女子校に通っていた。
小学生のときに『NARUTO -ナルト-』と『鋼の錬金術師』の主人公を女性が演じていると知り声優に興味を持つ。
中学時代は音楽部に所属し、文化祭でアナスタシアなどのミュージカル公演を行った。高校時代は軽音楽部に所属。ELLEGARDENやいきものがかり、YUIなどのコピーバンドで演奏していた。
将来の目標が定まらないなか、自分が本当にやりたいことが見つかるかもしれないと養成所へ入所した。母親の友人の勧めと初めてのレッスン担当であった中尾隆聖との出会いから「この人の仲間になりたい！」と思い声優を強く志した。

### 声優デビュー後
2013年、『ラジオどっとあい』第55代目パーソナリティに就任。
2014年1月から『月刊ガガガチャンネル』第31回放送より先輩である赤﨑千夏に変わりパーソナリティを務めた。
2015年7月に放送された『干物妹!うまるちゃん』にて主人公・土間うまる役を担当。同作品で影山灯、白石晴香、古川由利奈らと『妹S』というユニットを結成しEDテーマを歌唱した。
2016年3月、第10回声優アワードで新人女優賞を受賞。

## 人物
幼稚園のころの愛称はあいぴー。理由は不明である。
好きなものは猫・夏・読書・おやつの時間。また、タイムスリップするような物語を好みよく読んでいる。
好きな菓子はグミ。
幼少期に観た『おおきく振りかぶって』の影響で高校野球が好きになった。
クラゲ、サメ、ペンギンが好きで水族館へ足を運ぶことがある。好きなクラゲはカブトクラゲ、ベニクラゲ、中でも名前がかっこいいことからコティロリーザ・ツベルクラータが一押しだという。同じ理由からドイツ語・ギリシャ語でボールペンを意味するクーゲルシュライバー、スティロ・ディアルキアスも好む。
趣味はギターを弾くこと。自宅にはエレキギター・アコースティックギター・エレアコの3本を所有する。
複数の猫を飼っている（2025年現在は不明）。アメリカンカール（雄）のひなた、アビシニアン（雄）のきっぺい、マンチカン（雄）のダッフィー、ラグドール（雌）のシェリーメイ、ノルウェージャンフォレストキャット（雄）のゆず、マンチカン（雄）のヤックルなど。
過去には犬、ウサギ、メダカ、金魚、カメ、カブトムシ、クワガタ、ムササビを飼っていた。
貝類が苦手。ただし、貝柱などは生以外なら食べられる。
『ポケットモンスター』シリーズを好み、小学生のころからプレイしていた。最も好きなポケモンはポッチャマで着ぐるみも所有している。

## エピソード
『干物妹!うまるちゃん』の土間うまる役決定の報告を外出時に電話で受けた際、周囲を気にせず絶叫したというが、帰宅して「私がうまるちゃんだ」とあらためて実感がわき泣いてしまった。過去にはオーディションに落選し意気消沈したときは、母親から「あなたにしかできない役が絶対にあるから」と励ましを受けていたという。うまる役決定の際は「やっと出会えたね！」と喜んでくれた。
『干物妹!うまるちゃん 月曜から宴「ダラなま」』の最終回では、ファンや妹Sの仲間である影山灯、白石晴香、古川由利奈へ手紙をしたため涙ながらに思いの丈を打ち明けた。同作品の共演者である野島健児・安元洋貴は、家うまると外うまるの演じ分けについて「声が変わるときは1回止めて収録するのが普通だが、同時進行で収録しているのが凄い」と評価している。

## 交友関係
高橋李依とは頻繁に食事へ行くという。
伊達朱里紗は養成所の同期であり、伊達宅で宿泊するほど懇意にしている。
影山灯、白石晴香、古川由利奈と江の島を訪れ、『干物妹!うまるちゃん』最終話の聖地を共に楽しんだ。

## 出演
太字はメインキャラクター。

### テレビアニメ
2013年
- THE UNLIMITED 兵部京介（子供）
- 団地ともお（2013年 - 2014年、芹沢、福岡遥香、男子、犬の飼い主、宮島、宮川 他）
- プリティーリズム・レインボーライブ（司会、幼児A）
- ビーストサーガ（女の子）
- アイカツ!（女の子）
- ステラ女学院高等科C3部（きょうこ、香織、女の子、女子A）
- LINE TOWN（子エイリアン）
- 弱虫ペダル（2013年 - 2015年、女子生徒、娘、女子高生、女性ファン、店員〈タナカ〉 他） - 2シリーズ

2014年
- コトリサンバdeあいうえお（ベリーニャ）
- とある飛空士への恋歌（ニナ・ヴィエント役女優）
- わしも WASIMO（ひより）
- ドラゴンコレクション（友達A）
- 東京ESP（女の子）
- プリパラ（2014年 - 2015年、アイドル、女の子、ミニファルル）
- ハナヤマタ（旅館のお客さん）
- 曇天に笑う（ゲロ吉、ぽこ）
- 結城友奈は勇者である -結城友奈の章-（クラスメイト）

2015年
- クロスアンジュ 天使と竜の輪舞（巫女）
- アブソリュート・デュオ（美和）
- ゴー!ゴー!キッチン戦隊クックルン（2015年 - 2017年、ミトン）
- 血界戦線（看護師）
- 放課後のプレアデス（ゆき、ゆずる、ななこの弟）
- 山田くんと7人の魔女（えり）
- 干物妹!うまるちゃん（2015年 - 2017年、土間うまる、うまるとタイヘイの母、うまるウイルス） - 2シリーズ
- ランス・アンド・マスクス（リュウ・ユイエン）
- 不思議なソメラちゃん（メヌースー〈第2話〉、松嶋あや）
- 対魔導学園35試験小隊（デガラシ、カナリア）
- ピカイア!（2015年 - 2017年、ウェンディ） - 2シリーズ
- ブーブーボーイ（ジュン）

2016年
- だがしかし（少年）
- Re:ゼロから始める異世界生活（2016年 - 2021年、カドモンの娘、リューズ・ビルマ） - 3シリーズ / 2020年に第1期新編集版が放送
- アイカツスターズ!（菅野まあや）
- UTOPA（クイ）
- カミワザ・ワンダ（少女）
- 境界のRINNE（カナ）
- ReLIFE（バレー部 部員B）
- テイルズ オブ ゼスティリア ザ クロス（少女）
- 斉木楠雄のΨ難（2016年 - 2018年、楠雄〈小学生・赤ちゃん〉、女子生徒B） - 2シリーズ
- アクティヴレイド -機動強襲室第八係- 2nd（鏑木まりも）
- この美術部には問題がある!（萌香、女子、放送委員、女子生徒）
- タイムトラベル少女〜マリ・ワカと8人の科学者たち〜（ジャン）
- 魔装学園H×H（グレイス）
- タイムボカン24（妹）
- SHOW BY ROCK!!#（ペイペイン）

2017年
- 亜人ちゃんは語りたい（女子生徒）
- 超・少年探偵団NEO（大家さん）
- リトルウィッチアカデミア（少女）
- モンスターハンター ストーリーズ RIDE ON（男の子）
- MARGINAL#4 KISSから創造るBig Bang（ルイ〈子供〉）
- ツインエンジェルBREAK（宇狩ころ美、ルンルン）
- トミカハイパーレスキュー ドライブヘッド 機動救急警察（万田サラ）
- アトム ザ・ビギニング（秋葉しづく）
- 笑ゥせぇるすまんNEW（ウソ孫）
- アイドルタイムプリパラ（ひとみ）
- こねこのチー ポンポンらー大冒険（子供A）
- Infini-T Force（黒澤杏奈）
- ディアホライゾン（被）（ソフィア）
- つうかあ（目黒めぐみ）
- 僕の彼女がマジメ過ぎるしょびっちな件（女子生徒）
- アニメガタリズ（女子生徒）
- 縁結びの妖狐ちゃん（東方月初〈少年時代〉）
- 十二大戦（必爺の孫）

2018年
- スロウスタート（佐々木陽菜）
- つくるのだいすき!ねんDo!くんとなかまたち（プンプン、カエル）
- BEATLESS（女子A、女生徒A）
- 食戟のソーマシリーズ（2018年 - 2020年、ベルタ） - 2シリーズ 
- 魔法少女サイト（池股みかど）
- フューチャーカード 神バディファイト（子供A）
- アイカツフレンズ!（2018年 - 2019年、真波マリン） - 2シリーズ 
- はたらく細胞（未熟胸腺細胞5）
- キラッとプリ☆チャン（2018年 - 2020年、有元りんご）
- バキ（子供）
- アニマエール!（猿渡暁音）

2019年
- 上野さんは不器用（田中）
- 盾の勇者の成り上がり（シスター）
- 爆丸バトルプラネット（2019年 - 2020年、マック）
- フルーツバスケット（2019年 - 2020年、女子生徒） - 2シリーズ 
- 八月のシンデレラナイン（秋乃小麦、向月高校部員）
- Re:ステージ! ドリームデイズ♪（岬珊瑚）
- グランベルム（かおり）
- 女子高生の無駄づかい（原宿）
- ラディアン（ピエトロ）

2020年
- アイカツオンパレード!（真波マリン）
- ARP Backstage Pass（叶真璃、校内放送）
- プランダラ（人形を持った女の子、子供）
- はてな☆イリュージョン（不知火聖）
- 22/7（松永悠）
- うまよん（ビコーペガサス〈レッドペガサス〉）

2021年
- 2.43 清陰高校男子バレー部（女子バスケ部部長）
- 蜘蛛ですが、なにか?（ユーリーン・ウレン / 長谷部結花）
- のんのんびより のんすとっぷ（篠田あかね）
- SHOW BY ROCK!! STARS!!（ペイペイン）
- たとえばラストダンジョン前の村の少年が序盤の街で暮らすような物語（クミン）
- トロピカル〜ジュ!プリキュア（2021年 - 2022年、くるるん）
- イジらないで、長瀞さん（スマホの声、ネコスタンプ）
- NIGHT HEAD 2041（保育園女児B）
- 無職転生 〜異世界行ったら本気だす〜（子供E）
- おじゃる丸（手袋）

2022年
- 薔薇王の葬列（二人の王子 リチャード）
- 異世界おじさん（幼いエドガー）

2023年
- もののがたり（鏡） - 2シリーズ
- 女神のカフェテラス（2023年 - 2024年、粕壁隼 幼少期、客A、バンドメンバーB、女の子C、猫 他） - 2シリーズ
- 異世界はスマートフォンとともに。2（ウィル）
- アリス・ギア・アイギス Expansion（ヴェイパーヘイズ、藤野やよい）
- 鬼滅の刃 刀鍛冶の里編（不死川こと）
- 放課後少年花子くん（おねえさん）
- ドッグシグナル（浅沼夢徠）

2024年
- 貼りまわれ!こいぬ（生徒、ダツ代）
- 魔女と野獣（オーエント）
- 狼と香辛料 MERCHANT MEETS THE WISE WOLF（少女）
- 花野井くんと恋の病（女の子）
- トリリオンゲーム（別テーブルの客）
- クレヨンしんちゃん（ヒカリ）

2025年
- カードファイト!! ヴァンガード Divinez（子供）
- Summer Pockets（加藤うみ）
- 未ル わたしのみらい（ポチマル）
- 忍者と殺し屋のふたりぐらし（イヅツミミナト）

### 劇場アニメ
2010年代
- KING OF PRISM -PRIDE the HERO-（2017年）
- 劇場版 生徒会役員共（2017年、天野ミサキ）
- えんぎもん（2018年、小福）
- 劇場版 誰ガ為のアルケミスト（2019年、田中ゆうこ）

2020年代
- 映画 トロピカル〜ジュ!プリキュア 雪のプリンセスと奇跡の指輪!（2021年、くるるん）
- 劇場版 からかい上手の高木さん（2022年、まり）
- 劇場版ハイキュー!! ゴミ捨て場の決戦（2024年、看護師）

### OVA
- ファンタジーリカちゃん マーメイドリカちゃん（2012年）
- 12歳。（2014年、女子D） - 『ちゃお』2014年11月号付録
- ファンタジスタ ステラ（2014年、子供）
- 干物妹!うまるちゃん（2015年 - 2017年、土間うまる） - コミックス第7・10巻OAD同梱版
- 山田くんと7人の魔女（2015年、えり） - コミックス第17巻アニメDVD同梱特装版
- ウマ娘 プリティーダービー BNWの誓い（2018年、ビコーペガサス）

### Webアニメ
- コスプレ☆アニマル（2013年、女子生徒）
- かなかなかぞく（2014年、ミビョーナ、ミビョーネ[55]、ホアン）
- おしえて アベマくん（2016年、アメディア[56]）
- 残念女幹部ブラックジェネラルさん（2017年、ブラックジェネラル）
- カラダ探し（2017年、赤い人[57]）
- DEVILMAN crybaby（2018年、ジンメンに取り込まれた少年）
- 15歳、今日から同棲はじめます。（2018年、真木日和）
- 爆丸アーマードアライアンス（2020年 - 2021年、マック、男の子）
- 爆丸ジオガンライジング（2021年、マック）

### ゲーム
2014年
- 俺タワー -Over Legend Endless Tower-（ミニショベル、プラスドライバー、鉋、ホイールクレーン）
- 幕末Rock（町娘）

2015年
- 家電少女（こだち、タルト)
- 幻獣契約クリプトラクト（ティアー、ビクトリア、メタトロン）
- 刻のイシュタリア（ディルムッド、カカベル、ザルバ、イズン、フォルネウス、ラファエロ、グレーテル、シッパル、カダ、シュマ）
- ザクセスヘブン（沢田幸二郎、一色志摩）
- 神撃のバハムート（エミル）
- 戦国アスカZERO（蛟、賀茂在昌、真田昌幸）
- 大正×対称アリス
- 干物妹!うまるちゃん 〜干物妹!育成計画〜（土間うまる）
- 桃色大戦ぱいろん・生（ピエロット・ザ・クラウン、セリア・フィル・ヴァランドシーズ）
- 音速少女隊 -Photon Angels-（サーシャ）

2016年
- アリスオーダー（レイチェル・フォスター）
- あんさんぶるガールズ!!（小野ちよ）
- ウチの姫さまがいちばんカワイイ（ゼウス)
- エンドライド -X flagments-（ライム）
- ガーディアン・コーデックス（バンシー）
- クイズRPG 魔法使いと黒猫のウィズ（2016年 - 2024年、ミィア・ヤガダ、ペオルタン、バイオペオルタン）
- くちゅくちる（相原麻友）
- 三国志ものがたり（典韋、許褚）
- 消滅都市2（アイリ）
- 白猫テニス（ルガー）
- SOUL REVERSE ZERO（エウロペ、牛若丸、シス、エウロパ、イゾルデ、茶々）
- ドラゴンジェネシス -聖戦の絆-（ジェミニ)
- バトルガール ハイスクール（アルル)
- ピリオドゼロ（ナビウル）
- ブレイジング オデッセイ（シュクレ）
- ブレイブソード×ブレイズソウル（ルコ）
- ベイブレードバースト（ゲームオリジナル主人公）
- マギアコネクト（リリィ・スノーホワイト)
- 魔法陣少女 ノブナガサーガ（スキピオ）
- 嫁コレ（土間うまる）
- りっく☆じあ〜す（OH-1改）
- 政剣マニフェスティア（2016年 - 2017年、ナターシャ・ナベシマ、イオナ・オオヤマ）

2017年
- あくしず戦姫 〜戦場を駆ける乙女たち〜（九七式中戦車チハ）
- ヴァルキリーアナトミア -ジ・オリジン-（グラディス）
- グルーヴコースター3EX ドリームパーティー（ナビウル）
- ゴシックは魔法乙女〜さっさと契約しなさい！〜（土間うまる）
- 塔亰Clanpool（漆原ホタル）
- ドライブガールズ（ランシエ）
- ニューダンガンロンパV3 みんなのコロシアイ新学期（夢野秘密子）
- 八月のシンデレラナイン（秋乃小麦）
- フィッシュアイランド2（ペンギン）
- プリンセス・プリンシパル GAME OF MISSION（朱美帆）
- よるのないくに2 〜新月の花嫁〜（エレノア・エルネスト）
- Project LUX（ルクス）
- 神式一閃 カムライトライブ（カンナ）
- Re:ステージ!プリズムステップ（岬珊瑚）

2018年
- アリス・ギア・アイギス（2018年 - 2024年、藤野やよい）
- 実況パワフルプロ野球2018（若菜初美）
- デジモンリアライズ（玉田のぞみ）
- Summer Pockets（加藤うみ / 鷹原羽未）
- アークザラッド R（ナヲ）
- SHOW BY ROCK!!（2018年 - 2019年、ペイペイン）
- ブラウンダスト（グレイシア）
- アトリエオンライン 〜ブレセイルの錬金術士〜（ウィスティリア）
- CRYSTAR -クライスタ-（水無乃有理）
- ベイブレードバースト バトルゼロ（ゲームオリジナル主人公）
- 恒星少女 -Do The Scientists Dream of Girls'Asterism?-（アルギエバ）

2019年
- Witch's Weapon-魔女兵器-（スクルド・エクスロッド）
- ASTRAL CHAIN（マリー・ウェンス）
- THE KING OF FIGHTERS ALLSTAR（メイ・リー）
- 錬神のアストラル（ムシュフシュ）
- トリカゴ スクラップマーチ（ノノ）

2020年
- ドラガリアロスト（ピップル）
- SHOW BY ROCK!! Fes A Live（ペイペイン）
- ブリガンダイン ルーナジア戦記（ピック）
- Summer Pockets REFLECTION BLUE（加藤うみ / 鷹原羽未）
- ビビッドアーミー（マイン）
- エリオスライジングヒーローズ（ジャクリーン）
- 戦国RENKA ズーム！（佐々木小次郎、榊原康政）
- CARAVAN STORIES（シャヴォンヌ）
- プリンセスコネクト！Re:Dive（ピップル）

2021年
- ウマ娘 プリティーダービー（2021年 - 2024年、ビコーペガサス）
- シャイニングニキ（海）
- メンヘラフレシア フラワリングアビス（みほみ）
- アイドルマスター スターリットシーズン（奥空心白）
- テイルズ オブ アスタリア（奥空心白）

2022年
- IDOLY PRIDE（2022年 - 2024年、kana）
- ベイラーレジェンド: Idle RPG（ミカエラ）
- アズールレーン（ロイヤル・フォーチュン）

2023年
- モンスターユニバース（ユイ）
- 勝利の女神:NIKKE（ライ）

2024年
- 東方幻想エクリプス（古明地こいし）
- 魔女のふろーらいふ（塩町来海）
- ウィッチ・アンド・リリィズ（トリム、ドミニク）

### ドラマCD
- アブソリュート・デュオ 〜もしも、透流のデュオが……〜（2015年、美和）※BD&DVD第4巻特典
- オレ様キングダム（女子生徒）
- 干物妹!うまるちゃん（2015年、土間うまる）※干物妹!うまるちゃん 〜干物妹!育成計画〜 限定版特典
- ラスボスの向こう側（2017年、ティライザ）[140]※小説特装版特典
- しすたー・いん・らう！（2017年、日立木牡丹[141]）
- Fate/Prototype 蒼銀のフラグメンツ Drama CD（2018年、來野環[142]）
- Summer Pockets ドラマCDコレクション（2018年、加藤うみ）
- ポピーのスカート（2019年、悠木ひな[143]）
- 蜘蛛ですが、なにか?（2021年、ユーリ[144]）※小説第14巻特装版特典

### ASMR
- 【ブレxブレASMR】ルコ&リーナ×ロスト編 ～双子の子猫と癒やしのベッドタイム～（2025年、魔天猫ルコ、魔天猫リーナ×ロスト）

### 吹き替え

#### 映画
- エクスポーズ 暗闇の迷宮（エリサ[145]）
- おとなのワケあり恋愛講座（ジェイク[146]）
- CRESCENT 冷たい海の底（ローウェン〈ウッドロウ・グレイヴス〉）
- チャイルド・プレイ/誕生の秘密（チャッキー人形）
- スイス・アーミー・マン（クリッシー）
- ベルリンファイル（マーティ娘）
- ボン・ ボヤージュ 〜家族旅行は大暴走〜（ノエ〈スティラノ・ルカイエ〉）
- マダム・マロリーと魔法のスパイス（アイシャ[145]）
- マン・ダウン 戦士の約束（ジョナサン・ドラマー〈チャーリー・ショットウェル〉[146]）
- 欲望のバージニア（ジャック・ボンデュラント〈子供時代〉〈ロバート・T・スミス〉）
- リターンド・ソルジャー 正義執行人（ミヤ[145]）

#### テレビドラマ
- 殺人を無罪にする方法（クリストフ〈アイザック・ライアン・ブラウン〉[147]）
- PERSON of INTEREST 犯罪予知ユニット シーズン4（ガブリエル[145]）
- レジデント・エイリアン 〜宇宙からの訪問者〜（マックス〈ジュダ・プレーン〉[148]）
- RED WIDOW（ボリス）
- イカゲーム（カン・チョル[149]）

#### アニメ
- きかんしゃトーマス（男の子）
- ディセンダント キケンな世界（アリー[145]）
- ハルク: スマッシュ・ヒーローズ（少女）
- ベイマックス（女生徒[145]）
- くまのアーネストおじさんとセレスティーヌ

### デジタルコミック
- コミックTV 声優一年生（伊勢香流）
- VOMIC 斉木楠雄のΨ難（斉木楠雄〈幼少期〉）
- VOMIC ニポンゴ（猫、女子高生、他）
- カラダ探し（赤い人[150]）
- 彼方のアストラ（フニシア・ラファエリ[151]、ビーゴ）
- わたしに××しなさい！（2018年、水野マミ）
- 想いの欠片（2018年、原田マユ[152]）
- 母がしんどい（2022年、エイコ[153]）
- パパ×パパ～αとΩで夫夫やってます～（2022年 - 2023年、田中まりん[154][155]）
- アニコミ 負け確定のライバル令嬢に転生したので王子様は諦めます。（2024年、レオン[156]）

### ラジオ
※はインターネット配信。
- ラジオどっとあい 田中あいみのよ〜い、ドン!（2013年、AG-ON※・超!A&G+※）[157][158]
- 田中あいみのradioclub.jp（2016年 - 、かつしかFM）[159]
- 田中あいみ・芹澤優のディアホラジオ（2017年、文化放送）[160]
- つうかあらじお〜二人じゃないとしゃべれない!〜（2017年 - 2018年、音泉※）[161]
- 干物妹うまるちゃんR 妹'Sの だらだラジオ（2018年、音泉※）[162]

### テレビ番組
※はインターネット配信。
- 月刊ガガガチャンネル（2014年 - 2017年、ニコニコ生放送※）
- 干物妹!うまるちゃん 月曜から宴「ダラなま」（2015年、ニコニコ生放送※）
- ◯◯赤﨑とXXあいるーの◯X工房（2016年、ニコニコ生放送※）
- Let'sパーリナイ!! ダラなまRainbow（2017年、ニコニコ生放送※）
- 声優がドラマに出たらこうなりました。〜聖地創生プロジェクト〜（2020年、BS11）[163]

### 映像商品
- リドルハートI 〜ペンション・ストーンマウンテン殺人事件〜（2013年12月24日）

### オーディオドラマ
- バイバイ人類（2016年、服部めぐみ[164]）
- ラスボスの向こう側（サウンドノベル版）（2017年、ティライザ）[140]
- 終末のハーレム（2017年、水原まひる[165]）
- 美少女作家と目指すミリオンセラアアアアアアアアッ!!（2017年、雄鶏ひよこ）[166] - 原作第1巻のDL初回特典
- ヒマワリ:unUtopial World（2017年、リップルラップル） - 原作第5巻のDL初回特典[167]
- チートを作れるのは俺だけ〜無能力だけど世界最強〜（2018年、サヤカ）[168]

### オーディオブック
- 六人の赤ずきんは今夜食べられる（2020年、バラずきん[169]）
- 撃戦魔法士（2020年、天城七慧[170]）
- みすてぃっく・あい（2021年、朗読、久我崎蝶子[171]）
- 奇械仕掛けのブラッドハウンド（2021年、神楽ヰ音耶[172]）
- 学園者! 〜風紀委員と青春泥棒〜（2022年、斯波夏実[173][174]）

### CM
- CS放送アニマックス 番組予告・各種告知ナレーションの一部のCM（2018年）
- 三幸製菓CM ブレイクスルー篇（2020年、宿ゆきの[175]）
- サントリー『伊右衛門の車窓にて』（2024年、ニコ[176]）

### その他コンテンツ
- 信濃グランセローズ（BCリーグ） BPフェアリーズプロジェクト（伊那アオイ[177]）
- 「VOCALOID4 Library 音街ウナ V4」(2016年)、「VOCALOID6 AI  音街ウナ」(2023年) (VOCALOIDシリーズの製品)
- 音街ウナTalk Ex(2017年)、VOICEROID2 音街ウナ(2020年)　(AITalkによる音声読み上げソフト)
- 音街ウナキュートブースター (音声素材集)
- VOICEPEAK 音街ウナ　(2023年)
- ディズニー・プログラミング学習教材「テクノロジア魔法学校」（ミーミル[178]）
- 実写映画『神☆ヴォイス』（2011年、PA）
- ラジオドラマ『4月の君、スピカ。』（2016年、早乙女星）
- パチンコ『P SHOW BY ROCK!!』（2019年、ペイペイン）

## ディスコグラフィ

### ミニアルバム
|     | 発売日        | タイトル | 規格品番 | オリコン 最高位 |
| --- | ------------- | -------- | -------- | --------------- |
| 1st | 2019年5月8日  | コバルト | WM-0765  | 205位           |
| 2nd | 2021年3月24日 | クウハク | WM-0820  |                 |

### キャラクターソング
| 発売日   | 商品名                                                                                 | 歌 | 楽曲                                                               | 備考                                                    |
| 2015年   | 2015年                                                                                 | 2015年 | 2015年                                                             | 2015年                                                  |
| -------- | -------------------------------------------------------------------------------------- | --- | ------------------------------------------------------------------ | ------------------------------------------------------- |
| 8月19日  | かくしん的☆めたまるふぉ〜ぜっ！                                                        | 土間うまる（田中あいみ） | 「かくしん的☆めたまるふぉ〜ぜっ！」                                | テレビアニメ『干物妹！うまるちゃん』オープニングテーマ  |
| 8月19日  | かくしん的☆めたまるふぉ〜ぜっ！                                                        | 妹S | 「Sisters Wink」                                                   | テレビアニメ『干物妹！うまるちゃん』関連曲              |
| 8月19日  | ひだまりデイズ                                                                         | 妹S | 「ひだまりデイズ」                                                 | テレビアニメ『干物妹！うまるちゃん』エンディングテーマ  |
| 8月19日  | ひだまりデイズ                                                                         | 妹S | 「フィーバー夏Vacation!」                                          | テレビアニメ『干物妹！うまるちゃん』関連曲              |
| 9月2日   | 干物妹！うまるちゃん キャラクターソング Vol.1 土間うまる                               | 土間うまる（田中あいみ） | 「勇者うまるの華麗なる生活」 「Beautiful Days」 「ひだまりデイズ」 | テレビアニメ『干物妹！うまるちゃん』関連曲              |
| 9月16日  | 干物妹！うまるちゃん BD・DVD第1巻特典CD                                                | 妹S | 「Dreamy Friends」                                                 | テレビアニメ『干物妹！うまるちゃん』関連曲              |
| 10月14日 | 干物妹！うまるちゃん BD・DVD第2巻特典CD                                                | 妹S | 「ふわり綿飴 美味しくなあれ」                                      | テレビアニメ『干物妹！うまるちゃん』関連曲              |
| 11月18日 | 干物妹！うまるちゃん BD・DVD第3巻特典CD                                                | 妹S | 「Happy Nightmare 〜妹達の饗宴〜」                                 | テレビアニメ『干物妹！うまるちゃん』関連曲              |
| 12月16日 | 干物妹！うまるちゃん BD・DVD第4巻特典CD                                                | 妹S | 「X'mas Decoration」                                               | テレビアニメ『干物妹！うまるちゃん』関連曲              |
| 2016年   |                                                                                        | |                                                                    |                                                         |
| 8月17日  | 『干物妹！うまるちゃん』ベストアルバム 〜UMARU THE BEST〜                              | 妹S | 「パラダイス☆しんどろ〜むっ！」                                    | テレビアニメ『干物妹！うまるちゃん』関連曲              |
| 2017年   |                                                                                        | |                                                                    |                                                         |
| 3月15日  | Stage of Star                                                                          | ステラマリス | 「Stage of Star」 「恋はフュージョン」                             | 『Re:ステージ！』関連曲                                 |
| 4月19日  | SHOW BY ROCK!!# BD 第5巻特装限定版 完全新作スペシャルCD                                | ペイペイン（田中あいみ）、ハンドレッコ（木戸衣吹） | 「Serve a Master」                                                 | テレビアニメ『SHOW BY ROCK!!#』関連曲                   |
| 8月18日  | Secret Dream                                                                           | ステラマリス | 「Secret Dream」 「Realize」                                       | 『Re:ステージ！』関連曲                                 |
| 8月31日  | 魔法使いと黒猫のウィズ 4th Anniversary Original Soundtrack                             | ルルベル（巽悠衣子）、ミィア（田中あいみ）、ウリシラ（山崎エリイ）、イーディス（嶋村侑）、カナメ（高橋李依）、クルス（村瀬歩） | 「聖サタニック女学院校歌」                                         | ゲーム『クイズRPG 魔法使いと黒猫のウィズ』関連曲        |
| 10月25日 | Angelica Wind                                                                          | Void_Chords feat. 宮田ゆり（古賀葵）、目黒めぐみ（田中あいみ） | 「Angelica Wind」                                                  | テレビアニメ『つうかあ』エンディングテーマ              |
| 10月25日 | Angelica Wind                                                                          | Void_Chords feat. 宮田ゆり（古賀葵）、目黒めぐみ（田中あいみ） | 「Feel your breath」                                               | テレビアニメ『つうかあ』挿入歌                          |
| 11月15日 | にめんせい☆ウラオモテライフ！                                                          | 土間うまる（田中あいみ） | 「にめんせい☆ウラオモテライフ！」                                  | テレビアニメ『干物妹！うまるちゃんR』オープニングテーマ |
| 11月15日 | にめんせい☆ウラオモテライフ！                                                          | 土間うまる（田中あいみ） | 「うるとら☆まじかる☆りれーしょん」                                 | テレビアニメ『干物妹！うまるちゃんR』関連曲             |
| 11月15日 | うまるん体操                                                                           | 妹S | 「うまるん体操」                                                   | テレビアニメ『干物妹！うまるちゃんR』エンディングテーマ |
| 11月15日 | うまるん体操                                                                           | 妹S | 「変わらない宝物」                                                 | テレビアニメ『干物妹！うまるちゃんR』関連曲             |
| 12月13日 | 〜妹Ｓ☆QUEST〜                                                                         | 妹S | 「MUTEKINO SISTER FANTASY」                                        | テレビアニメ『干物妹！うまるちゃんR』関連曲             |
| 12月13日 | 〜妹Ｓ☆QUEST〜                                                                         | 土間うまる（田中あいみ） | 「トワ・エ・モア」                                                 | テレビアニメ『干物妹！うまるちゃんR』関連曲             |
| 12月13日 | 〜妹Ｓ☆QUEST〜                                                                         | 土間うまる（田中あいみ）、海老名菜々（影山灯） | 「海老名ちゃんのフリー秋田妹ダンジョン」                           | テレビアニメ『干物妹！うまるちゃんR』関連曲             |
| 12月13日 | 〜妹Ｓ☆QUEST〜                                                                         | 土間うまる（田中あいみ）、本場切絵（白石晴香） | 「ダラけ×しゅぎょーDIARY!」                                        | テレビアニメ『干物妹！うまるちゃんR』関連曲             |
| 12月13日 | 〜妹Ｓ☆QUEST〜                                                                         | 土間うまる（田中あいみ）、橘・シルフィンフォード（古川由利奈） | 「ゲ戦記うぉーず！」                                               | テレビアニメ『干物妹！うまるちゃんR』関連曲             |
| 2018年   |                                                                                        | |                                                                    |                                                         |
| 4月18日  | ウマ娘 プリティーダービー STARTING GATE 10                                             | タマモクロス（大空直美）、サクラバクシンオー（三澤紗千香）、ビコーペガサス（田中あいみ） | 「うまぴょい伝説」 「ユメゾラ」                                    | ゲーム『ウマ娘 プリティーダービー』関連曲               |
| 4月18日  | ウマ娘 プリティーダービー STARTING GATE 10                                             | ビコーペガサス（田中あいみ） | 「一撃入魂☆ペガサスパンチ」                                        | ゲーム『ウマ娘 プリティーダービー』関連曲               |
| 6月20日  | Brilliant Wings                                                                        | ステラマリス | 「Brilliant Wings」 「Time and Space」                             | 『Re:ステージ！』関連曲                                 |
| 2019年   |                                                                                        | |                                                                    |                                                         |
| 1月30日  | Q.E.D.                                                                                 | ステラマリス | 「InFiction」                                                      | 『Re:ステージ！』関連曲                                 |
| 1月30日  | Q.E.D.                                                                                 | 岬珊瑚（田中あいみ） | 「Glory Star」                                                     | 『Re:ステージ！』関連曲                                 |
| 3月27日  | 「上野さんは不器用」Ending Theme Songs                                                 | 上野（芹澤優）、田中（田中あいみ）、山下（影山灯） | 「マイペース・サイエンス」                                         | テレビアニメ『上野さんは不器用』エンディングテーマ      |
| 3月27日  | 「上野さんは不器用」Ending Theme Songs                                                 | 田中（田中あいみ） | 「マイペース・サイエンス」                                         | テレビアニメ『上野さんは不器用』関連曲                  |
| 3月27日  | トリカゴ スクラップマーチ キャラクターソングUNIT3 アディクショナル・コミュニケイション | 凹SOME 凸PPING | 「アディクショナル・コミュニケイション」                           | ゲーム『トリカゴ スクラップマーチ』関連曲               |
| 4月17日  | 百華繚乱                                                                               | あざ丸（木野双葉）、謙信兼光（朝井彩加）、児手柏包永withぽこ太・ぽこ助・ぽこ美（田中あいみ） | 「ふりそでんぐりがえし」                                           | ゲーム『天華百剣 -斬-』関連曲                           |
| 4月29日  | Summer Pockets Arrange Album Seven's sea                                               | 加藤うみ（田中あいみ） | 「チャーハン・ラプソディ」                                         | ゲーム『Summer Pockets』関連曲                          |
| 6月27日  | ポピーのスカート                                                                       | 悠木ひな（田中あいみ） | 「わたしのスカート」                                               | ドラマCD『ポピーのスカート』主題歌                      |
| 10月2日  | DRe:AMER ステラマリス盤                                                                | ステラマリス | 「Like the Sun, Like the Moon」                                    | テレビアニメ『Re:ステージ！ ドリームデイズ♪』挿入歌     |
| 10月2日  | DRe:AMER ステラマリス盤 きゃにめ特典CD                                                 | 岬珊瑚（田中あいみ） | 「Like the Sun, Like the Moon」                                    | テレビアニメ『Re:ステージ！ ドリームデイズ♪』関連曲     |
| 12月18日 | Re:ステージ！ ドリームデイズ♪ BD・DVD第4巻 きゃにめ特典CD                              | ステラマリス | 「恋はフュージョン -y0c1e Remix-」 「Stage of Star -y0c1e Remix-」 | テレビアニメ『Re:ステージ！ ドリームデイズ♪』関連曲     |
| 2020年   |                                                                                        | |                                                                    |                                                         |
| 12月16日 | Chain of Dream                                                                         | ステラマリス | 「Bridge to Dream」                                                | 『Re:ステージ！』関連曲                                 |
| 2021年   |                                                                                        | |                                                                    |                                                         |
| 3月17日  | Re:STAGE! THE BEST                                                                     | Re:STAGE! ALL IDOL | 「私たち、四季を遊ぶんです!!」                                     | 『Re:ステージ！』関連曲                                 |
| 3月17日  | ウマ娘 プリティーダービー WINNING LIVE 01                                              | オグリキャップ（高柳知葉）、ウオッカ（大橋彩香）、タイキシャトル（大坪由佳）、エルコンドルパサー（髙橋ミナミ）、サクラバクシンオー（三澤紗千香）、ビコーペガサス（田中あいみ）、ナイスネイチャ（前田佳織里）、キングヘイロー（佐伯伊織） | 「本能スピード」                                                   | ゲーム『ウマ娘 プリティーダービー』関連曲               |
| 8月28日  | 3rd EVENT WINNING DREAM STAGE Solo Vocal Tracks Vol.1                                  | ビコーペガサス（田中あいみ） | 「本能スピード（Game Size）」                                      | ゲーム『ウマ娘 プリティーダービー』関連曲               |
| 10月6日  | THE IDOLM@STER STARLIT SEASON 00 GR@TITUDE                                             | Project LUMINOUS | 「GR@TITUDE」                                                      | ゲーム『アイドルマスター スターリットシーズン』関連曲   |
| 12月1日  | THE IDOLM@STER STARLIT SEASON 01                                                       | Project LUMINOUS | 「THE IDOLM@STER」                                                 | ゲーム『アイドルマスター スターリットシーズン』関連曲   |
| 12月1日  | THE IDOLM@STER STARLIT SEASON 01                                                       | 天海春香（中村繪里子）、水瀬伊織（釘宮理恵）、菊地真（平田宏美）、我那覇響（沼倉愛美）、安部菜々（三宅麻理恵）、双葉杏（五十嵐裕美）、春日未来（山崎はるか）、大崎甘奈（黒木ほの香）、大崎甜花（前川涼子）、奥空心白（田中あいみ） | 「SESSION!」                                                       | ゲーム『アイドルマスター スターリットシーズン』関連曲   |
| 12月1日  | THE IDOLM@STER STARLIT SEASON 01                                                       | 奥空心白（田中あいみ）、亜夜（日高里菜） | 「EVER RISING」                                                    | ゲーム『アイドルマスター スターリットシーズン』関連曲   |
| 2022年   |                                                                                        | |                                                                    |                                                         |
| 1月19日  | THE IDOLM@STER STARLIT SEASON 02                                                       | 星井美希（長谷川明子）、萩原雪歩（浅倉杏美）、高槻やよい（仁後真耶子）、双海亜美 / 真美（下田麻美）、城ヶ崎美嘉（佳村はるか）、諸星きらり（松嵜麗）、伊吹翼（Machico）、桜守歌織（香里有佐）、小宮果穂（河野ひより）、奧空心白（田中あいみ） | 「夏のBang!!」                                                     | ゲーム『アイドルマスター スターリットシーズン』関連曲   |
| 3月2日   | THE IDOLM@STER STARLIT SEASON 03                                                       | 如月千早（今井麻美）、秋月律子（若林直美）、三浦あずさ（たかはし智秋）、四条貴音（原由実）、神崎蘭子（内田真礼）、最上静香（田所あずさ）、白石紬（南早紀）、白瀬咲耶（八巻アンナ）、杜野凛世（丸岡和佳奈）、奥空心白（田中あいみ） | 「アイシテの呪縛～Je vous aime～」                                 | ゲーム『アイドルマスター スターリットシーズン』関連曲   |
| 3月2日   | THE IDOLM@STER STARLIT SEASON 03                                                       | 星井美希（長谷川明子）、萩原雪歩（浅倉杏美）、高槻やよい（仁後真耶子）、双海亜美 / 真美（下田麻美）、城ヶ崎美嘉（佳村はるか）、諸星きらり（松嵜麗）、伊吹翼（Machico）、桜守歌織（香里有佐）、小宮果穂（河野ひより）、田中摩美々（菅沼千紗）、奧空心白（田中あいみ）、亜夜（日高里菜） | 「全力★ドリーミングガールズ」                                      | ゲーム『アイドルマスター スターリットシーズン』関連曲   |
| 4月13日  | THE IDOLM@STER STARLIT SEASON 04                                                       | 天海春香（中村繪里子）、水瀬伊織（釘宮理恵）、菊地真（平田宏美）、我那覇響（沼倉愛美）、安部菜々（三宅麻理恵）、双葉杏（五十嵐裕美）、春日未来（山崎はるか）、田中琴葉（種田梨沙）、大崎甘奈（黒木ほの香）、大崎甜花（前川涼子）、奥空心白（田中あいみ）、詩花（高橋李依） | 「KAWAII ウォーズ」                                                | ゲーム『アイドルマスター スターリットシーズン』関連曲   |
| 4月13日  | THE IDOLM@STER STARLIT SEASON 04                                                       | 如月千早（今井麻美）、秋月律子（若林直美）、三浦あずさ（たかはし智秋）、四条貴音（原由実）、神崎蘭子（内田真礼）、高垣楓（早見沙織）、最上静香（田所あずさ）、白石紬（南早紀）、白瀬咲耶（八巻アンナ）、杜野凛世（丸岡和佳奈）、奥空心白（田中あいみ）、玲音（茅原実里） | 「ダンス・ダンス・ダンス」                                         | ゲーム『アイドルマスター スターリットシーズン』関連曲   |
| 4月13日  | THE IDOLM@STER STARLIT SEASON 04                                                       | Project LUMINOUS、DIAMANT | 「GR＠TITUDE」                                                     | ゲーム『アイドルマスター スターリットシーズン』関連曲   |
| 4月13日  | THE IDOLM@STER STARLIT SEASON 04                                                       | 765PRO ALLSTARS、奥空心白（田中あいみ）、亜夜（日高里菜） | 「なんどでも笑おう」                                               | ゲーム『アイドルマスター スターリットシーズン』関連曲   |
| 5月18日  | ちぐはぐメロディ                                                                       | 式宮舞菜(CV:牧野天音) 月坂紗由(CV:鬼頭明里) 岬珊瑚(CV:田中あいみ) | 「ちぐはぐメロディ」                                               | 『Re:ステージ！』関連曲                                 |
| 6月15日  | Clematis-クレマチス-                                                                   | ステラマリス | 「Clematis-クレマチス-」                                           | 『Re:ステージ！』関連曲                                 |
| 6月29日  | それを人は“青春”と呼んだ                                                               | IIIX | 「Bang Bang」                                                      | ゲーム『IDOLY PRIDE』関連曲                             |
| 2023年   |                                                                                        | |                                                                    |                                                         |
| 2月1日   | IDOLY PRIDE Collection Album [未来]                                                    | IIIX | 「Top of the Tops」                                                | ゲーム『IDOLY PRIDE』関連曲                             |
| 3月31日  | Relation                                                                               | 岬珊瑚（田中あいみ）、帆風奏（阿部里果） | 「Glass Wings」                                                    | 『Re:ステージ！』関連曲                                 |
| 2024年   |                                                                                        | |                                                                    |                                                         |
| 3月20日  | IDOLY PRIDE Collection Album [chronicle]                                               | IIIX | 「So What?」                                                       | ゲーム『IDOLY PRIDE』関連曲                             |
| 3月20日  | IDOLY PRIDE Collection Album [chronicle]                                               | 赤崎こころ（豊崎愛生）、奥山すみれ（夏川椎菜）、kana（田中あいみ）、小美山愛（寿美菜子）、鈴村優（麻倉もも） | 「恋心 ああ無情」                                                  | ゲーム『IDOLY PRIDE』関連曲                             |
| 4月1日   | Refrain                                                                                | ステラマリス | 「The World Never Ends」                                           | 『Re:ステージ！』関連曲                                 |
| 4月17日  | ウマ娘 プリティーダービー WINNING LIVE 18                                              | メジロライアン（土師亜文）、アイネスフウジン（長江里加）、ウイニングチケット（渡部優衣）、トーセンジョーダン（鈴木絵理）、ビコーペガサス（田中あいみ）、イクノディクタス（田澤茉純）、ヤエノムテキ（日原あゆみ）、ナリタトップロード（中村カンナ）、ワンダーアキュート（須藤叶希）、ドゥラメンテ（秋奈） | 「爆熱マイソウル」                                                 | ゲーム『ウマ娘 プリティーダービー』関連曲               |
| 4月17日  | ウマ娘 プリティーダービー WINNING LIVE 18                                              | メジロライアン（土師亜文）、アイネスフウジン（長江里加）、ウイニングチケット（渡部優衣）、トーセンジョーダン（鈴木絵理）、ビコーペガサス（田中あいみ）、イクノディクタス（田澤茉純）、ヤエノムテキ（日原あゆみ）、ナリタトップロード（中村カンナ）、ワンダーアキュート（須藤叶希）、ドゥラメンテ（秋奈）、ラインクラフト（小島菜々恵）、シーザリオ（佐藤榛夏）、エアメサイア（根本優奈）、デアリングハート（希水しお） | 「うまぴょい伝説」                                                 | ゲーム『ウマ娘 プリティーダービー』関連曲               |
| 2025年   |                                                                                        | |                                                                    |                                                         |
| 3月19日  | IDOLY PRIDE Collection Album [Resonance]                                               | IIIX | 「Night Pool」 「Blow Up」                                         | ゲーム『IDOLY PRIDE』関連曲                             |
| 3月19日  | IDOLY PRIDE Collection Album [Resonance]                                               | 赤崎こころ（豊崎愛生）、kana（田中あいみ） | 「天使と悪魔」                                                     | ゲーム『IDOLY PRIDE』関連曲                             |
| 3月19日  | IDOLY PRIDE Collection Album [Resonance]                                               | kana（田中あいみ） | 「Just keep looking at me!」                                       | ゲーム『IDOLY PRIDE』関連曲                             |
| 7月9日   | ありがとう to You                                                                      | 星見オールスターズ | 「ありがとう to You」                                              | ゲーム『IDOLY PRIDE』関連曲                             |
| 10月1日  | フィニステラー / 魔法の絵日記                                                          | 鳴瀬しろは（小原好美）、加藤うみ（田中あいみ） | 「魔法の絵日記」                                                   | テレビアニメ『Summer Pockets』エンディングテーマ        |